# Lübtheener Heide und Trebser Moor
Lübtheener Heide und Trebser Moor este o arie protejată (arie specială de conservare — SAC, sit de importanță comunitară — SCI) din Germania întinsă pe o suprafață de 1.514 ha, integral pe uscat.

## Localizare
Centrul sitului Lübtheener Heide und Trebser Moor este situat la coordonatele 53°17′56″N 11°10′19″E / 53.2989°N 11.1719°E.

## Înființare
Situl Lübtheener Heide und Trebser Moor a fost declarat sit de importanță comunitară în aprilie 2004 pentru a proteja 3 specii de animale. Situl a fost protejat și ca arie specială de conservare în august 2016.

## Biodiversitate
Situată în ecoregiunea continentală, aria protejată conține 6 habitate naturale: Vegetație psamofilă uscată cu Calluna și Genista, Vegetație psamofilă uscată cu pășuni deschise de Corynephorus și Agrostis, Formațiuni ierboase bogate în specii de Nardus, dezvoltate pe substraturi silicioase în zone montane (și în zone submontane, în Europa continentală), Mlaștini turboase de tranziție și turbării mișcătoare, Păduri de fag Luzulo-Fagetum, Păduri de fag Asperulo-Fagetum.
La baza desemnării sitului se află mai multe specii protejate:
- amfibieni (1): triton cu creastă (Triturus cristatus)
- mamifere (1): lupul (Canis lupus)
- nevertebrate (1): Vertigo angustior